# Edward Natapei
Edward Nipake Natapei Tuta Fanua`araki (17 tháng 7 năm 1954 – 28 tháng 7 năm 2015) là một nhà chính trị Vanuatu giữ chức Thủ tướng Vanuatu, chức vụ ông được bầu ngày 22 tháng 9 năm 2008. Natapei đã từng giữ chức Bộ trưởng ngoại giao một thời gian ngắn trong năm 1991, giữ chức quyền Tổng thống Vanuatu từ 2 tháng 3 năm 1999 đến ngày 2 tháng 3 năm 1999 (trong một thời gian ông là Chủ tịch Quốc hội), Thủ tướng từ năm 2001 đến năm 2004, và sau đó là Phó thủ tướng. Ông là Chủ tịch Vanua'aku Pati. Lần đầu tiên ông được bầu vào Quốc hội là năm 1983. Năm 1996, ông được bầy làm Chủ tịch Vanua'aku Pati. Trong cuộc bầu cử tại Quốc hội ngày 25/11/1999, Natapei đã được chọn làm ứng cử viên cho vị trí Thủ tướng nhưng đã bị thua trước Barak Sopé, người nhận được 24/28 phiếu bầu. Khi Sopé bị thất bại trong cuộc bỏ phiếu bất tín nhiệm, Natapei đã trở thành Thủ tướng vào ngày 13/4/2001, với 27 phiếu bầu trong Quốc hội, 1 phiếu chống.  He retained the position after the May 2002 election.

## Nội các
Nội các của Natapei bao gồm:
- Pakoa Kaltonga Bộ trưởng ngoại giao (VP)
- Sela Molisa Bộ trưởng tài chính (VP)
- Joe Natuman Bộ trưởng đất đai (VP)
- Ham Lini Bộ trưởng công chính (VNUP)
- James Bule Bộ trưởng Công thương (VNUP)
- Patrick Crowby Bộ trưởng Nội vụ (VNUP)
- Havo Moli Bộ trưởng nông nghiệp.[7]